# Chyňava (Hosín)
Chyňava je hospodářský dvůr u Hosína při silnici II/603, zv. stará pražská silnice. Ve středověku v jeho místech stávala stejnojmenná osada o osmi usedlostech. Velikostně tak mohla konkurovat nedalekým Lhoticím a Kolnýmu. V průběhu 15. století – za husitských válek nebo během následujících nepokojů – došlo k jejímu postupnému vylidnění. V roce 1490 je zde zmiňováno pět pustých usedlostí (Bartošovská, Jankovská, Petrova, Vajsovská a Závišovská) a tři obydlené. Louky v lokalitě pak vrchnost pronajímala. V pozdější době došlo sice ke znovuobnovení některých gruntů, ale osada se nikterak nerozšiřovala. V roce 1562 zřídili Ungnadové na místě osady dvůr, který tvořil nedílnou součást vrchnostenského hospodářství hlubockého panství. V rámci pozemkové reformy došlo k v roce 1922 k rozparcelování dvora a zbytkový statek zakoupil Jan Cvach. Na východ od dvora nad údolí Kyselé vody stávala pohodnice.
Areál se nachází asi 4 km východně od Hluboké nad Vltavou.